# Порсгрунн (комуна)
59°08′31″ пн. ш. 9°39′24″ сх. д. / 59.1419° пн. ш. 9.6568° сх. д.
Порсгрунн (норв. Porsgrunn kommune), або Пошгрунн (нюн. Porsgrunn kommune) — комуна у фюльке Телемарк, Норвегія. Адміністративним центром комуни є місто Порсгрунн. Заснована 1 січня 1838 року.
Агломерація Порсгрунна та Шієна є сьомою за величиною в Норвегії.

## Загальна інформація
Назву «Porsgrund» вперше згадує 1576 року письменник Педер Клауссен Фріїс у своїй праці Стосовно Норвезького Королівства. До 1931 року назва читалася як Порсгрунд.
Герб був дарований 16 січня 1905 року. Срібна стрічка посередині — це річка, що протікає через місто. У верхній частині — срібляста гілка болотного мирта на червоному тлі; сріблястий якір на синьому тлі в нижній частині символізує важливість місцевого порту.

## Географія
Порсгрунн межує з комунами Шієн та Сільян на півночі, Бамбле на заході та Ларвік на сході.